# Silvinit

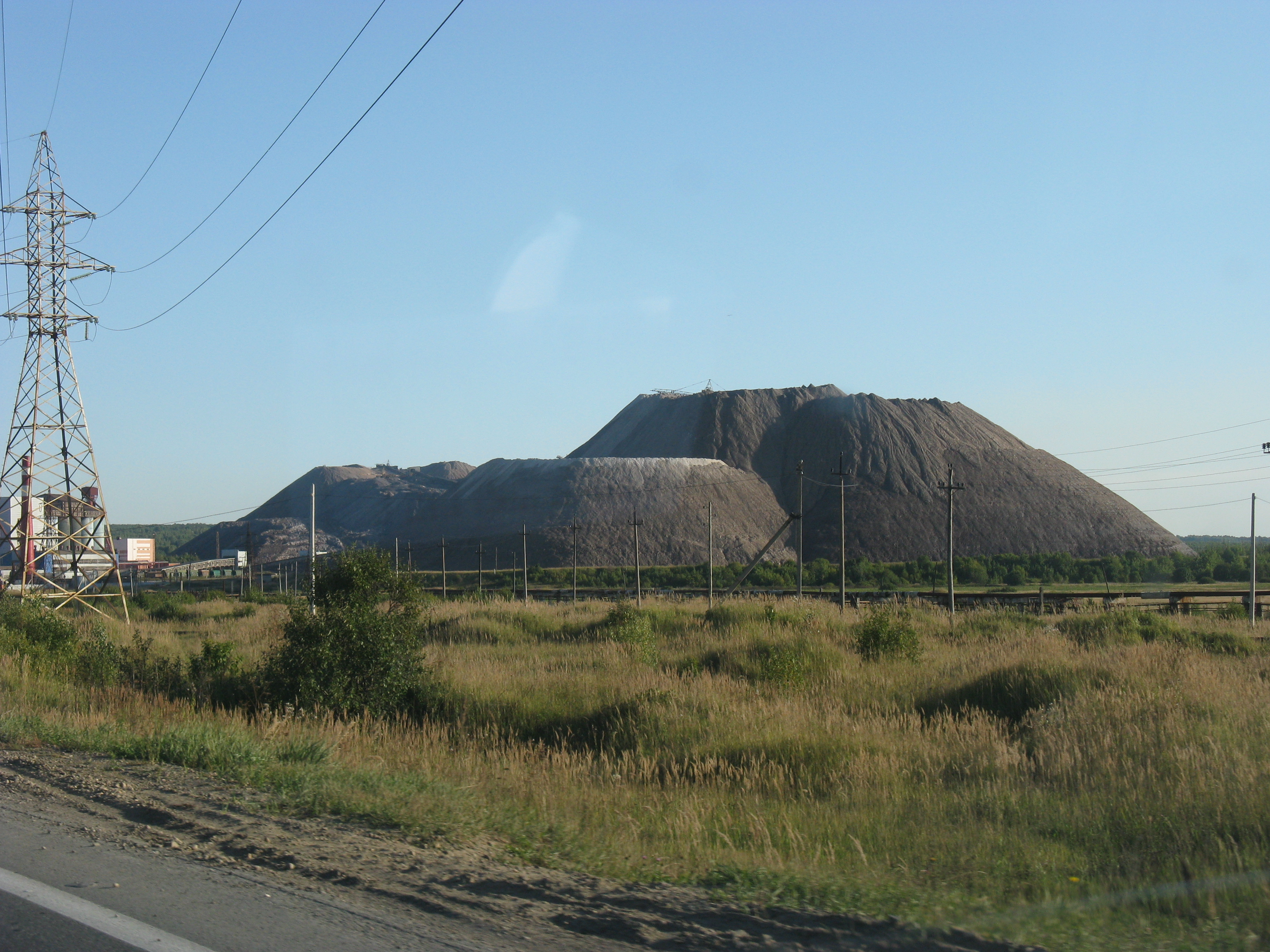
Dépôt de sel à Solikamsk

Silvinit (en russe : ОАО Сильвинит) est une ancienne entreprise russe spécialisée dans l'extraction et la production de sels et d'engrais de potasse qui a fusionné avec sa concurrente Uralkali en mai 2011. Située à Solikamsk, elle y exploitait le gisement de potasse-magnésium de Verkhnekamsk, dont les réserves industrielles étaient estimées à 3,8 milliards de tonnes en 2010.
Silvinit est issu du combinat de potasse de Solikamsk fondé en 1934 et de sa division en deux entités indépendantes en 1983: Uralkali et Silvinit.

## Histoire
Le Combinat de potasse de Solikamsk, dont est issu Silvinit et dont la construction a débuté au printemps 1927, est officiellement déclaré opérationnel le 14 mars 1934 par décision du Comité de travail et de défense.
En 1937, la production annuelle de sels de potasse du combinat atteignait déjà 1'832,2 tonnes. 
Le 25 janvier 1971, le Combinat de potasse de Solikamsk est renommé en Administration de la mine de production de potasse de Solikamsk - 10ème anniversaire de la Révolution d'Octobre et est inclus dans le Combinat de potasse de l'Oural (Uralkali). 
Le 5 novembre 1983, par ordre du ministère de la production des engrais minéraux, le Combinat de Solikamsk est séparé d'Uralkali et réorganisé en entité indépendante nommée Union de production Silvinit.
En 1992, Silvinit est transformée en sociétés par actions et renommée OAO Silvinit et commence à exporter sa production sur les marchés internationaux. 
En 2010, sous l'impulsion du nouveau propriétaire d'Uralkali Suleyman Kerimov, Silvinit fusionne avec Uralkali et cesse d'exister en tant qu'entité indépendante. 

## Chiffres clés
En 2010, la production annuelle de Silvinit s'établissait à 20 millions de tonnes de sylvinite, plus de 500 mille tonnes de sel de potasse et plus de 500 mille tonnes de carnalite. En 2008, elle était le cinquième plus grand producteur de potasse au monde.